# Kamień (powiat jarociński)
Kamień – wieś w Polsce położona w województwie wielkopolskim, w powiecie jarocińskim, w gminie Żerków. Miejscowość wchodzi w skład sołectwa Ludwinów.
W latach 1975–1998 miejscowość należała administracyjnie do województwa kaliskiego.